# 703
703 (DCCIII) fue un año común comenzado en lunes del calendario juliano, en vigor en aquella fecha.

## Acontecimientos
- Guerras árabo-bizantinas: el ejército omeya bajo Abdallah ibn Abd al-Malik captura Mopsuestia en Cilicia a los bizantinos y la refortifica, convirtiéndola en el primer bastión musulmán importante en el área que más tarde se convertirá en el Thughur.
- Musa ibn Nusayr, gobernador de Ifriqiya (oeste de Libia), construye una flota musulmana para hostigar a la armada bizantina y conquistar las islas de Ibiza, Mallorca y Menorca (fecha aproximada).
- Faroald II, duque de Spoleto, ataca el Exarcado de Rávena en Italia, después de la muerte de su padre Trasimundo I. El rey Ariperto II de los lombardos, que desea buenas relaciones con el Imperio bizantino y el papado, se niega a ayudarlo.
- El gran rey Loingsech mac Óengusso y sus fuerzas son derrotados durante una invasión de Connacht (Irlanda). Él es asesinado por los hombres del rey Cellach mac Rogallaig (fecha aproximada).
- Wilfrid, obispo anglosajón, viaja a Roma de nuevo, y es apoyado en su lucha por retener su sede de York por parte del papa. En su camino, Wilfrid se detiene en Frisia (Países Bajos modernos) para visitar Willibrord.
- Elías de Artchesh se convierte en Catholicós de Armenia.

## Nacimientos
- An Lushan, militar chino y líder de la rebelión de An Lushan.

## Fallecimientos
- 13 de enero: Emperatriz Jitō de Japón.